# Schlossbergtunnel (Baden AG)
Der Schlossbergtunnel ist ein Strassen- und früherer Eisenbahntunnel in Baden im Kanton Aargau. Er ist 80 Meter lang und durchquert den Schlossberg westlich der Altstadt. 1846/47 wurde er von der Schweizerischen Nordbahn erbaut – als Teil der Bahnstrecke Zürich–Baden, der ältesten ganz in der Schweiz gelegenen Bahnstrecke. Somit war der Schlossbergtunnel der erste Eisenbahntunnel des Landes. Nach der Verlegung des Bahnverkehrs in den Kreuzlibergtunnel im Jahr 1961 folgte der Umbau für den Strassenverkehr, der 1965 abgeschlossen war.

## Geschichte

### Eisenbahntunnel

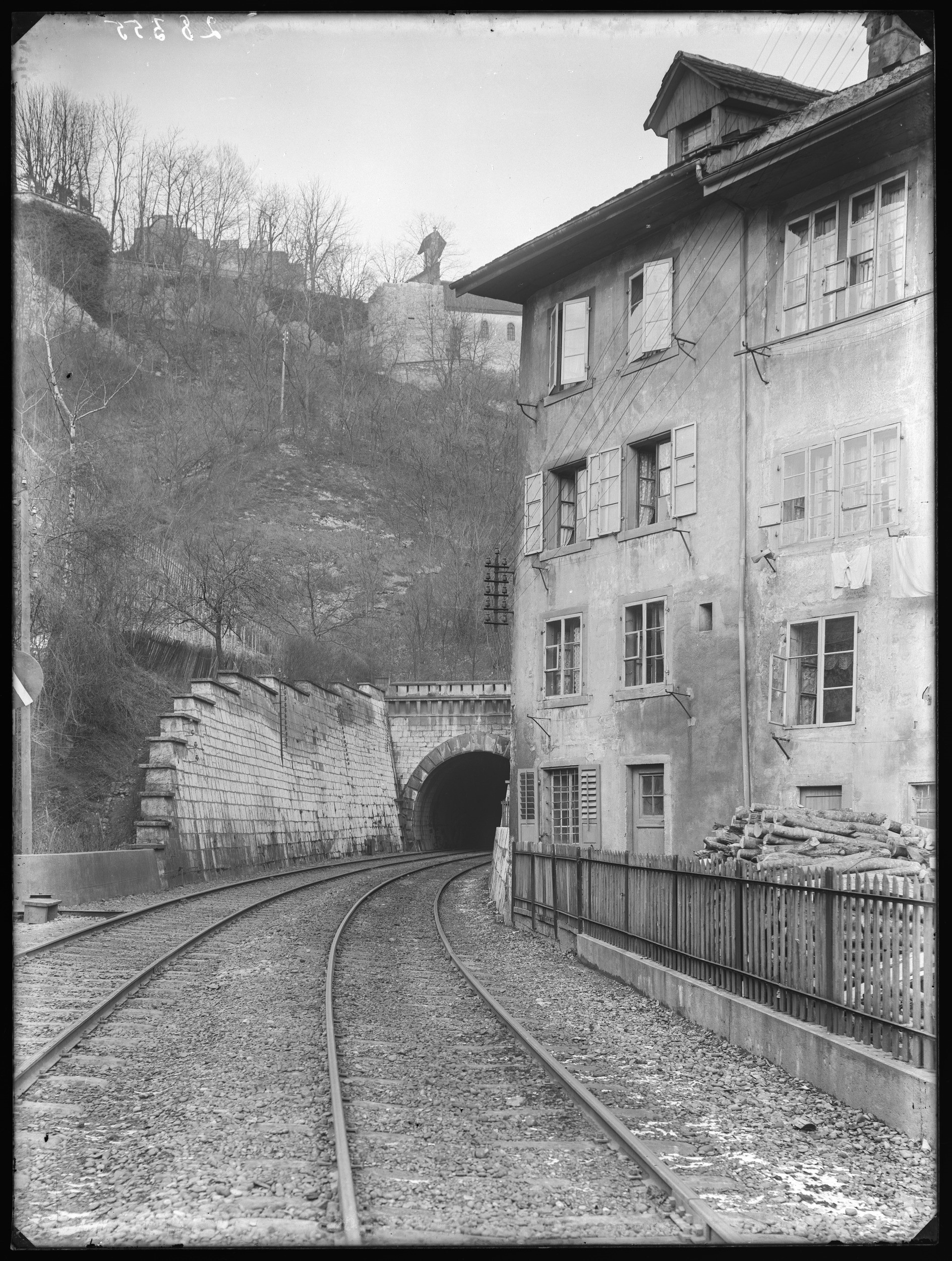
Schlossberg Eisenbahntunnel 1905, Sicht vom Schulhausplatz

Am 16. März 1846 wurde unter der Führung des Zürcher Seidenfabrikanten Martin Escher die Schweizerische Nordbahn gegründet, um die erste Eisenbahnstrecke der Schweiz zu bauen. Sie sollte in Zürich beginnen und entlang von Limmat und Aare nach Waldshut führen, wo ein Anschluss an die geplante badische Hochrheinbahn in Richtung Basel vorgesehen war. Zuerst sollte der Abschnitt im Limmattal zwischen Zürich und Baden errichtet werden. Chefingenieur war der Österreicher Alois Negrelli, der bereits Erfahrung mit Bahnbauten hatte. Als Standort des Bahnhofs Baden bestimmte er das Haselfeld, eine ebene Fläche auf halbem Weg zwischen der Altstadt und dem Bäderquartier. Die Stadtbehörden hatten zunächst einen Standort südlich der Altstadt vorgeschlagen (im Bereich des heutigen Ländlischulhauses), liessen sich aber überzeugen.
Diese Standortwahl hatte zur Folge, dass die Bahnstrecke westlich an der Altstadt vorbei durch den Schlossberg geführt werden musste, auf dem die Ruine Stein steht. Auf der Südseite des Tunnels stellten die von Lehmschichten durchzogenen, wenig kompakten Gesteinsmassen die noch unerfahrenen Ingenieure vor grosse Herausforderungen. Aus Sicherheitsgründen mussten ein Teil der Stadtmauer und der «Pulverturm» abgebrochen werden. Die Tag und Nacht im Einsatz stehenden Hilfsarbeiter verwendeten Bohrstangen und Vorschlaghämmer, mit denen sie Sprenglöcher in den Fels trieben. Einfache, von Pferden gezogene Karren transportierten das Ausbruchsmaterial aus dem Stollen. Zusätzlich kamen Häftlinge aus dem kantonalen Gefängnis zum Einsatz, die täglich bis zu elf Stunden arbeiten mussten. Gegenüber dem Zeitplan geriet der Tunnelbau trotzdem in Rückstand, weshalb die Nordbahngesellschaft ein Gesuch für Sonntagsarbeit stellte. Die Kantonsregierung erklärte sich für nicht zuständig und wies darauf hin, «man müsse sich mit diesem Ansinnen an die Badener Geistlichkeit wenden». Schliesslich erteilte die römisch-katholische Kirchgemeinde die Erlaubnis.
Am 8. November 1846, an einem dieser Sonntage, ereignete sich ein Sprengunglück, das drei Todesopfer forderte. Aufgrund des schlechten Zustands der Unterkünfte und der mangelhaften sanitären Einrichtungen erkrankten einige Arbeiter an Typhus, woran sechs starben. Um die Situation für erkrankte und verunfallte Arbeiter zu verbessern, plante die Direktion ein Notspital im ehemaligen Kapuzinerkloster. Der Stadtrat lehnte dies jedoch mit der Begründung ab, dass man «die dort untergebrachten Schulklassen keinen gesundheitlichen Schädigungen aussetzen wolle». Hingegen erteilte er die Bewilligung für die Einrichtung einer Suppenküche, damit mindestens einmal täglich eine warme Mahlzeit an die Arbeiter abgegeben werden konnte. Die ehemalige Klosterkirche, die vorher als Pulvermagazin gedient hatte, durfte als Essraum verwendet werden.
Der Tunneldurchstich erfolgte am 14. April 1847. Dazu schrieb die Neue Zürcher Zeitung: «So wäre auch diese Scheidewand vor den Hammerschlägen der neuen Zeit gefallen. Bald werden schweizerische Lokomotiven mit langen Zügen voll Menschen jeden Standes unter den Trümmern des stolzen Fürstensitzes hindurch brausen.» Hingegen scheint die lokale Presse keine Notiz davon genommen zu haben. Am 7. August 1847 erfolgte die Eröffnung der Bahnstrecke Zürich–Baden, der ersten der Schweiz. Der fahrplanmässige Verkehr wurde zwei Tage später aufgenommen. Ferdinand Stadler, der Architekt des Bahnhofs, hatte auch die beiden Tunnelportale gestaltet.
1861 baute die Schweizerische Nordostbahn die Strecke Zürich–Baden–Turgi zweispurig aus, die Schweizerischen Bundesbahnen führten am 21. Januar 1925 den elektrischen Betrieb ein.

### Strassentunnel
Zu Beginn der 1950er Jahre zeichnete sich ab, dass Baden vor einem Verkehrskollaps stand. Der ständig wachsende motorisierte Individualverkehr zwängte sich durch die Altstadt und wurde zusätzlich durch höhengleiche Bahnübergänge vor beiden Tunnelportalen behindert. Die Schranken waren wegen der täglich 230 Züge jeweils über fünf Stunden lang geschlossen. Besonders prekär war die Situation auf dem Schulhausplatz an der Südseite. Bereits 1929 hatte der Stadtrat einen Wettbewerb zur Sanierung des Durchgangsverkehrs ausgeschrieben. Er blieb aber ebenso ergebnislos wie ein Projekt der kantonalen Baudirektion im Jahr 1942. Eine vom Stadtrat eingesetzte Kommission, der auch der Verkehrsplaner Kurt Leibbrand angehörte, präsentierte 1953 einen Bericht zuhanden der Einwohnergemeinde. Die «grosse Bahnverlegung», die auf Stadtgebiet eine vollständige Verlegung der Bahnstrecke in den Untergrund sowie einen neuen Bahnhof im Innern des Schlossbergs vorsah, scheiterte an den als zu hoch empfundenen Kosten.
Stattdessen entschied sich die Gemeindeversammlung im selben Jahr für die «kleine Bahnverlegung». Die Verkehrsströme sollten entflochten werden, einerseits durch den Neubau des Kreuzlibergtunnels für die Eisenbahn, andererseits durch den Umbau des Schlossbergtunnels für die spätere Nutzung durch den Strassenverkehr. Nachdem der Grosse Rat des Kantons Aargau 1955 das 25,7 Millionen Franken teure Vorhaben genehmigt hatte, begannen im Oktober 1957 die Bauarbeiten am Kreuzlibergtunnel. Dieser wurde am 1. Oktober 1961 eröffnet, woraufhin der Umbau des Schlossbergtunnels in Angriff genommen werden konnte. Dabei wurde das Lichtraumprofil auf rund das Vierfache erweitert und der Tunnel in zwei übereinander liegende Ebenen geteilt. Während in der oberen Ebene vier Fahrstreifen für Verkehrszwecke entstanden, baute man in der unteren Ebene eine Garage, die als Zugang zu einer (nie vollendeten) Zivilschutzanlage für 5'000 Personen diente. Die Wiedereröffnung des Schlossbergtunnels erfolgte am 30./31. Oktober 1965 im Rahmen eines Tunnelfests für die Bevölkerung. Die «Tunnelgarage» diente als unterirdischer Parkplatz mit einer Kapazität von 150 Fahrzeugen, aber auch als schnelle Verbindung zwischen Schulhausplatz und Bahnhof für Fussgänger und – trotz Fahrverbot – für Radfahrer.
Nach fast fünf Jahrzehnten Nutzung durch den Strassenverkehr wurde der Schlossbergtunnel sanierungsbedürftig. Die notwendigen Arbeiten erfolgten parallel zur Umgestaltung des Schulhausplatzes. Von den Kosten in der Höhe von 94,7 Millionen Franken (für beide Vorhaben zusammen) übernahm die Stadt Baden 47,3 Millionen. In einer kommunalen Volksabstimmung am 27.& November 2011 wurde das Vorhaben mit einem Ja-Anteil von 59,7 % angenommen. Zwei Wochen später genehmigte der Aargauer Regierungsrat den kantonalen Beitrag. Die Sanierung begann im Juli 2015 und war im April 2018 abgeschlossen. Die Sanierung der Tunnelgarage verzögerte sich, sodass sie erst ab 29. April 2019 für den stadtauswärts führenden öffentlichen Busverkehr genutzt werden konnte.